# Hyperoliinae
Hyperoliinae – podrodzina płazów bezogonowych z rodziny sitówkowatych (Hyperoliidae). 

## Zasięg występowania
Podrodzina obejmuje gatunki występujące w Czarnej Afryce, na Madagaskarze i Seszelach.

## Podział systematyczny
Do podrodziny należą następujące rodzaje:
- Afrixalus Laurent, 1944
- Congolius Nečas, Badjedjea & Gvoždik, 2021 – jedynym przedstawicielem jest Congolius robustus (Laurent, 1979)
- Cryptothylax Laurent & Combaz, 1950
- Heterixalus Laurent, 1944
- Hyperolius Rapp, 1842
- Kassinula Laurent, 1940 – jedynym przedstawicielem jest Kassinula wittei Laurent, 1940
- Morerella Rödel, Kosuch, Grafe, Boistel & Veith, 2009 – jedynym przedstawicielem jest Morerella cyanophthalma Rödel, Assemian, Kouamé, Tohé & Perret, 2009
- Opisthothylax Perret, 1966 – jedynym przedstawicielem jest Opisthothylax immaculatus (Boulenger, 1903)
- Tachycnemis Fitzinger, 1843 – jedynym przedstawicielem jest Tachycnemis seychellensis (Duméril & Bibron, 1841) – drzewiarka seszelska[11]